# Cristaria ovata
Cristaria ovata là một loài thực vật có hoa trong họ Cẩm quỳ. Loài này được Muñoz-Schick mô tả khoa học đầu tiên năm 1995.